# Sidi Ben Adda
Sidi Ben Adda è un comune dell'Algeria, situato nella provincia di ʿAyn Temūshent.